# آسانو ناگانائو
آسانو ناگانائو (به ژاپنی: 浅野 長直 Asano Naganao); ۱ ژانویهٔ ۱۶۱۰ – ۱۵ سپتامبر ۱۶۷۲) سامورایی، دایمیو در دوره ادو در قلمروی آکو اهل ژاپن بود. وی جزو دایمیوهای توزاما قرار داشت و اندازه قلمروی او ۵۳٬۰۰۰ ککو بود. ناگانائو مسئول ساخت قلعه آکو بود. وی پدر  آسانو ناگاتومو و پدربزرگ آسانو ناگانوری شخصیت اصلی در چهل و هفت رونین است.